# Norton Green

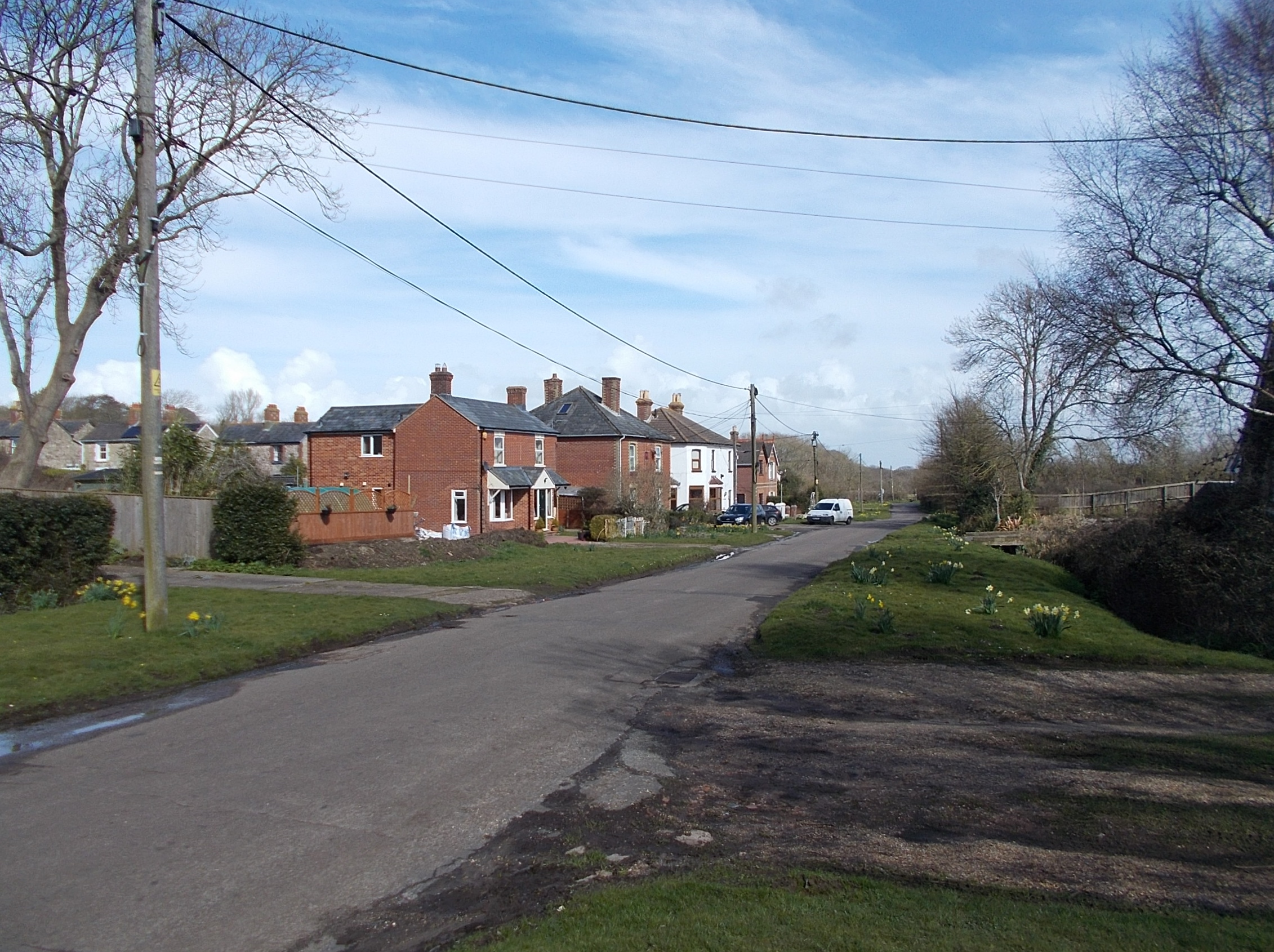
Norton Green, 2018

Norton Green – osada w Anglii, na wyspie Wight. Leży 17 km na zachód od miasta Newport i 133 km na południowy zachód od Londynu.